# アリゾナ州知事
アリゾナ州知事（アリゾナしゅうちじ、governor of Arizona）は、アメリカ合衆国アリゾナ州の長である。知事は、選挙で選ばれた公務員の長として、アリゾナ州政府の行政府の長であり、州法を忠実に執行する責任を負う。知事は、アリゾナ州議会が可決させた法案に対して、それを承認する権限と拒否権を持つ。知事は議会を招集する。弾劾の場合を除いて恩赦を与えることができる。また、知事は州兵の最高指揮官である。
2023年までに27期、24人が知事を務めた。州の創設期の1912年から1929年までの17年間は、ジョージ・W・P・ハントとトーマス・エドワード・キャンベルが交代で知事を務めた。弾劾により失職した知事はエヴァン・ミーカムの1人だけであり、他に、ファイフ・サイミントンが在任中に重罪の有罪判決を受けたため辞任した。通算で最も長く知事を務めたのはジョージ・W・P・ハントで、7期、14年弱知事を務めた。連続して最も長く知事を務めたのはブルース・バビットで、前任のウェズレー・ボーリンの残任期間の後、2回当選してそれぞれ4年の任期を務めたため、連続して9年近く在任した。そのボーリンは就任から5か月で死去しており、歴代で最も短い在任期間である。アリゾナ州では、全米で最多となる5人の女性知事が生まれている。連続して女性知事が就任した初めての州であり、3人連続して女性知事になった唯一の州である。
現職は2023年1月2日に就任した民主党のケイティ・ホッブスである。

## 知事の一覧

### アメリカ連合国アリゾナ準州知事
1860年4月2日から4月5日にかけて、ニューメキシコ準州の南半分の入植者の会議がツーソンで開かれ、ニューメキシコ準州の北緯33度40分以南を「アリゾナ準州」(Arizona Territory)として分離独立させることとし、その暫定憲法を起草した。4月2日、彼らはルイス・S・オーウィングスを新しい準州の知事に選出した。この暫定準州の提案は、連邦議会により却下された。
南北戦争勃発の直前の1861年3月16日、メシーリャで開かれた会議で、1860年4月に決議した暫定準州はアメリカ合衆国から離脱し、アメリカ連合国（南軍）に参加することが決議された。その知事にはオーウィングスが選出された。
1861年8月1日、ジョン・R・ベイラー中佐率いる部隊が領土を制圧し、ベイラーは自ら知事を名乗った。1862年1月18日、アメリカ連合国のアリゾナ準州が正式に組織された。1862年3月20日、ベイラーは、アパッチ族の全ての成人を殺害し、子供を奴隷とするよう命令を出した。アメリカ連合国大統領ジェファーソン・デイヴィスはこの命令のことを知り、ベイラーに対して説明を求めた。1862年12月29日、ベイラーは弁明の書簡を送ったが、デイヴィスはこれを「悪名高い犯罪の公言」であるとして、ベイラーを解任した。この頃すでに、南軍のアリゾナ準州政府は同年7月に北軍に敗北しており、テキサス州サンアントニオに亡命していた。ベイラーに代わる知事は任命されなかった。

### アリゾナ準州知事
アメリカ合衆国のアリゾナ準州(Arizona Territory)は、1863年2月24日にニューメキシコ準州から分かれて設置され、1912年までの49年間存在した。準州の知事は選挙ではなくアメリカ合衆国大統領により任命された。
| No. | 知事 | 知事                                               | 就任日         | 退任日                                   | 任命した大統領           |
| --- | ---- | -------------------------------------------------- | -------------- | ---------------------------------------- | ------------------------ |
| —   |      | ジョン・A・ガーリー (1813–1863)                    | 1863年3月10日  | 1863年8月19日 （職務を開始する前に死去） | エイブラハム・リンカーン |
| 1   |      | ジョン・ノーブル・グッドウィン (1824–1887)         | 1863年8月21日  | 1866年4月10日 （辞任）                   | エイブラハム・リンカーン |
| 2   |      | リチャード・カニンガム・マコーミック (1832–1901)   | 1866年4月10日  | 1869年3月4日 （辞任）                    | アンドリュー・ジョンソン |
| 3   |      | アンソン・P・K・サフォード (1830–1891)             | 1869年4月8日   | 1877年4月5日 （任期満了）                | ユリシーズ・S・グラント  |
| 4   |      | ジョン・フィロ・ホイト (1841–1926)                 | 1877年4月5日   | 1878年6月14日 （辞任）                   | ラザフォード・ヘイズ     |
| 5   |      | ジョン・C・フレモント (1813–1890)                  | 1878年6月14日  | 1881年10月11日 （辞任）                  | ラザフォード・ヘイズ     |
| 6   |      | フレデリック・オーガスタス・トリトル (1833–1906)   | 1882年2月6日   | 1885年10月7日 （辞任）                   | チェスター・A・アーサー  |
| 7   |      | C・メイヤー・ズーリック (1839–1926)                | 1885年10月15日 | 1889年3月28日 （後任の指名）             | グロバー・クリーブランド |
| 8   |      | ルイス・ウォルフリー (1839–1910)                   | 1889年3月28日  | 1890年8月20日 （辞任）                   | ベンジャミン・ハリソン   |
| 9   |      | ジョン・N・アーウィン (1844–1905)                  | 1890年10月1日  | 1892年4月19日 （辞任）                   | ベンジャミン・ハリソン   |
| 10  |      | オークス・マーフィー (1849–1908)                   | 1892年5月9日   | 1893年4月13日 （後任の指名）             | ベンジャミン・ハリソン   |
| 11  |      | L・C・ヒューズ (1842–1915)                         | 1893年4月8日   | 1896年4月1日 （後任の指名）              | グロバー・クリーブランド |
| 12  |      | ベンジャミン・ジョゼフ・フランクリン (1839–1898)   | 1896年4月8日   | 1897年7月22日 （辞任）                   | グロバー・クリーブランド |
| 13  |      | マイロン・H・マッコード (1840–1908)                | 1897年7月17日  | 1898年8月1日 （辞任）                    | ウィリアム・マッキンリー |
| 14  |      | オークス・マーフィー (1849–1908)                   | 1898年7月16日  | 1902年7月1日 （辞任）                    | ウィリアム・マッキンリー |
| 15  |      | アレクサンダー・オズワルド・ブロディー (1849–1918) | 1902年5月14日  | 1905年2月14日 （辞任）                   | セオドア・ルーズベルト   |
| 16  |      | ジョゼフ・ヘンリー・キビー (1853–1924)             | 1905年2月27日  | 1909年4月15日 （後任の指名）             | セオドア・ルーズベルト   |
| 17  |      | リチャード・エリフ・スローン (1857–1933)           | 1909年4月15日  | 1912年2月14日 （州の設立）               | ウィリアム・タフト       |

### アリゾナ州知事
アリゾナ州は、アメリカ合衆国本土の中では最後となる1912年2月14日に州に昇格した。
1912年に制定された当初の州憲法では、知事の1期の任期は2年となっていた。1968年に4年に改正された。元々、知事の再選回数に制限はなかったが、1992年の改正で再選は1回までとなった。それまでに2回以上再選された知事は4人いた。連続して3期を超えて知事を務めることはできないが、知事退任の4年後に再出馬することは可能である。知事の任期は選挙の後の1月の第1月曜日から始まる。
アリゾナ州では副知事を設置していないため、知事が欠員となった場合は州務長官が州知事に昇格する。ただし、選挙ではなく任命により州務長官になっていた場合には知事に昇格することはできない。その他、何らかの理由により州務長官が知事になることができない場合は、継承順位に従って、選挙により選出された他の役職者が州知事に昇格する。継承順位は、州務長官、州司法長官、州財務長官、州教育長の順と州憲法で定められている。州知事に昇格した者の任期は前任者の残任期間となり、これは連続2期の制限の1期目としてカウントされる。州知事が州外にいる場合は、州内にいる継承順位の最上位者が州知事の職務を代行する。
| No. | 知事   | 知事                                             | 知事                                                 | 就任日                          | 退任日                                    | 政党                | 選挙              |
| --- | ------ | ------------------------------------------------ | ---------------------------------------------------- | ------------------------------- | ----------------------------------------- | ------------------- | ----------------- |
| 1   |        |                                                  | ジョージ・W・P・ハント (1859–1934)                   | 1912年2月14日                   | 1917年1月1日 （落選）                     | 民主党              | 1911年            |
| 1   | 1914年 |                                                  | ジョージ・W・P・ハント (1859–1934)                   | 1912年2月14日                   | 1917年1月1日 （落選）                     | 民主党              |                   |
| 2   |        |                                                  | トーマス・エドワード・キャンベル (1878–1944)         | 1917年1月1日                    | 1917年12月25日 （当選無効判決により退官） | 共和党              | 1916年            |
| 1   |        |                                                  | ジョージ・W・P・ハント (1859–1934)                   | 1917年12月25日                  | 1919年1月6日 （出馬せず）                 | 民主党              | 1916年            |
| 2   |        |                                                  | トーマス・エドワード・キャンベル (1878–1944)         | 1919年1月6日                    | 1923年1月1日 （落選）                     | 共和党              | 1918年            |
| 2   | 1920年 |                                                  | トーマス・エドワード・キャンベル (1878–1944)         | 1919年1月6日                    | 1923年1月1日 （落選）                     | 共和党              |                   |
| 1   |        |                                                  | ジョージ・W・P・ハント (1859–1934)                   | 1923年1月1日                    | 1929年1月7日 （落選）                     | 民主党              | 1922年            |
| 1   | 1924年 |                                                  | ジョージ・W・P・ハント (1859–1934)                   | 1923年1月1日                    | 1929年1月7日 （落選）                     | 民主党              |                   |
| 1   | 1926年 |                                                  | ジョージ・W・P・ハント (1859–1934)                   | 1923年1月1日                    | 1929年1月7日 （落選）                     | 民主党              |                   |
| 3   |        |                                                  | ジョン・カルフーン・フィリップス (1870–1943)         | 1929年1月7日                    | 1931年1月5日 （落選）                     | 共和党              | 1928年            |
| 1   |        |                                                  | ジョージ・W・P・ハント (1859–1934)                   | 1931年1月5日                    | 1933年1月2日 （予備選挙で落選）           | 民主党              | 1930年            |
| 4   |        | ベンジャミン・ベイカー・ムーア (1869–1937)       | 1933年1月2日                                         | 1937年1月4日 （予備選挙で落選） | 民主党                                    | 1932年              |                   |
| 4   | 1934年 | ベンジャミン・ベイカー・ムーア (1869–1937)       | 1933年1月2日                                         | 1937年1月4日 （予備選挙で落選） | 民主党                                    |                     |                   |
| 5   |        | ローリー・クレメント・スタンフォード (1879–1963) | 1937年1月4日                                         | 1939年1月2日 （出馬せず）       | 民主党                                    | 1936年              |                   |
| 6   |        | ロバート・テイラー・ジョーンズ (1884–1958)       | 1939年1月2日                                         | 1941年1月6日 （予備選挙で落選） | 民主党                                    | 1938年              |                   |
| 7   |        | シドニー・プレストン・オズボーン (1884–1948)     | 1941年1月6日                                         | 1948年5月25日 （在任中に死去）  | 民主党                                    | 1940年              |                   |
| 7   | 1942年 | シドニー・プレストン・オズボーン (1884–1948)     | 1941年1月6日                                         | 1948年5月25日 （在任中に死去）  | 民主党                                    |                     |                   |
| 7   | 1944年 | シドニー・プレストン・オズボーン (1884–1948)     | 1941年1月6日                                         | 1948年5月25日 （在任中に死去）  | 民主党                                    |                     |                   |
| 7   | 1946年 | シドニー・プレストン・オズボーン (1884–1948)     | 1941年1月6日                                         | 1948年5月25日 （在任中に死去）  | 民主党                                    |                     |                   |
| 8   |        | ダン・エドワード・ガーヴィー (1886–1974)         | 1948年5月25日                                        | 1951年1月1日 （予備選挙で落選） | 民主党                                    | 州務長官 から昇格   |                   |
| 8   | 1948年 | ダン・エドワード・ガーヴィー (1886–1974)         | 1948年5月25日                                        | 1951年1月1日 （予備選挙で落選） | 民主党                                    |                     |                   |
| 9   |        |                                                  | ジョン・ハワード・パイル (1906–1987)                 | 1951年1月1日                    | 1955年1月3日 （落選）                     | 共和党              | 1950年            |
| 9   | 1952年 |                                                  | ジョン・ハワード・パイル (1906–1987)                 | 1951年1月1日                    | 1955年1月3日 （落選）                     | 共和党              |                   |
| 10  |        |                                                  | アーネスト・マクファーランド (1894–1984)             | 1955年1月3日                    | 1959年1月5日 （出馬せず）                 | 民主党              | 1954年            |
| 10  | 1956年 |                                                  | アーネスト・マクファーランド (1894–1984)             | 1955年1月3日                    | 1959年1月5日 （出馬せず）                 | 民主党              |                   |
| 11  |        |                                                  | ポール・ファニン (1907–2002)                         | 1959年1月5日                    | 1965年1月4日 （出馬せず）                 | 共和党              | 1958年            |
| 11  | 1960年 |                                                  | ポール・ファニン (1907–2002)                         | 1959年1月5日                    | 1965年1月4日 （出馬せず）                 | 共和党              |                   |
| 11  | 1962年 |                                                  | ポール・ファニン (1907–2002)                         | 1959年1月5日                    | 1965年1月4日 （出馬せず）                 | 共和党              |                   |
| 12  |        |                                                  | サミュエル・ピアソン・ゴダード・ジュニア (1919–2006) | 1965年1月4日                    | 1967年1月2日 （落選）                     | 民主党              | 1964年            |
| 13  |        |                                                  | ジャック・リチャード・ウィリアムズ (1909–1998)       | 1967年1月2日                    | 1975年1月6日 （出馬せず）                 | 共和党              | 1966年            |
| 13  | 1968年 |                                                  | ジャック・リチャード・ウィリアムズ (1909–1998)       | 1967年1月2日                    | 1975年1月6日 （出馬せず）                 | 共和党              |                   |
| 13  | 1970年 |                                                  | ジャック・リチャード・ウィリアムズ (1909–1998)       | 1967年1月2日                    | 1975年1月6日 （出馬せず）                 | 共和党              |                   |
| 14  |        |                                                  | ラウル・ヘクター・カストロ (1916–2015)               | 1975年1月6日                    | 1977年10月20日 （辞任）                   | 民主党              | 1974年            |
| 15  |        | ウェズリー・ボーリン (1909–1978)                 | 1977年10月20日                                       | 1978年3月4日 （在任中に死去）   | 民主党                                    | 州務長官 から昇格   |                   |
| 16  |        | ブルース・バビット (b. 1938)                     | 1978年3月4日                                         | 1987年1月5日 （出馬せず）       | 民主党                                    | 州司法長官 から昇格 |                   |
| 16  | 1978年 | ブルース・バビット (b. 1938)                     | 1978年3月4日                                         | 1987年1月5日 （出馬せず）       | 民主党                                    |                     |                   |
| 16  | 1982年 | ブルース・バビット (b. 1938)                     | 1978年3月4日                                         | 1987年1月5日 （出馬せず）       | 民主党                                    |                     |                   |
| 17  |        |                                                  | エヴァン・ミーカム (1924–2008)                       | 1987年1月5日                    | 1988年4月4日 （弾劾により罷免）           | 共和党              | 1986年            |
| 18  |        |                                                  | ローズ・モフォード (1922–2016)                       | 1988年4月4日                    | 1991年3月6日 （出馬せず）                 | 民主党              | 州務長官 から昇格 |
| 19  |        |                                                  | ファイフ・サイミントン (b. 1945)                     | 1991年3月6日                    | 1997年9月5日 （辞任）                     | 共和党              | 1990-91年         |
| 19  | 1994年 |                                                  | ファイフ・サイミントン (b. 1945)                     | 1991年3月6日                    | 1997年9月5日 （辞任）                     | 共和党              |                   |
| 20  |        | ジェーン・ディー・ハル (1935–2020)               | 1997年9月5日                                         | 2003年1月6日 （任期満了）       | 共和党                                    | 州務長官 から昇格   |                   |
| 20  | 1998年 | ジェーン・ディー・ハル (1935–2020)               | 1997年9月5日                                         | 2003年1月6日 （任期満了）       | 共和党                                    |                     |                   |
| 21  |        |                                                  | ジャネット・ナポリターノ (b. 1957)                   | 2003年1月6日                    | 2009年1月21日 （辞任）                    | 民主党              | 2002年            |
| 21  | 2006年 |                                                  | ジャネット・ナポリターノ (b. 1957)                   | 2003年1月6日                    | 2009年1月21日 （辞任）                    | 民主党              |                   |
| 22  |        |                                                  | ジャン・ブリュワー (b. 1944)                         | 2009年1月21日                   | 2015年1月5日 （任期満了）                 | 共和党              | 州務長官 から昇格 |
| 22  | 2010年 |                                                  | ジャン・ブリュワー (b. 1944)                         | 2009年1月21日                   | 2015年1月5日 （任期満了）                 | 共和党              |                   |
| 23  |        | ダグ・デューシー (b. 1964)                       | 2015年1月5日                                         | 2023年1月2日 （任期満了）       | 共和党                                    | 2014年              |                   |
| 23  | 2018年 | ダグ・デューシー (b. 1964)                       | 2015年1月5日                                         | 2023年1月2日 （任期満了）       | 共和党                                    |                     |                   |
| 24  |        |                                                  | ケイティ・ホッブス (b. 1969)                         | 2023年1月2日                    | 現職                                      | 民主党              | 2022年            |